# Traktat w Bredzie (1667)
Traktat w Bredzie (Traktat z Bredy) – traktat międzynarodowy podpisany 31 lipca 1667 roku w Bredzie przez Królestwo Anglii, Republikę Zjednoczonych Prowincji, Królestwo Francji i Królestwo Danii, kończący II wojnę angielsko-holenderską z powodu rozpoczynającego się wówczas starcia francusko-hiszpańskiego.
Walki zostały oficjalnie zakończone 5 września w strefie kanału La Manche i na Morzu Północnym, 5 października na innych akwenach europejskich, 2 listopada na terenach północnej Afryki i 24 kwietnia 1668 w innych częściach świata.
W ramach porozumienia w Bredzie Anglia uzyskała od Niderlandów północnoamerykańską kolonię w Nowej Holandii w zamian za uregulowanie na korzyść Holendrów kwestii Gujany Holenderskiej. Ponadto Akadia, na terenie obecnej Kanady, powróciła pod panowanie francuskie, zaś wyspa Saint Kitts na Karaibach została ponownie podzielona pomiędzy Francję i Anglię.